# Личная библиотека М. В. Ломоносова

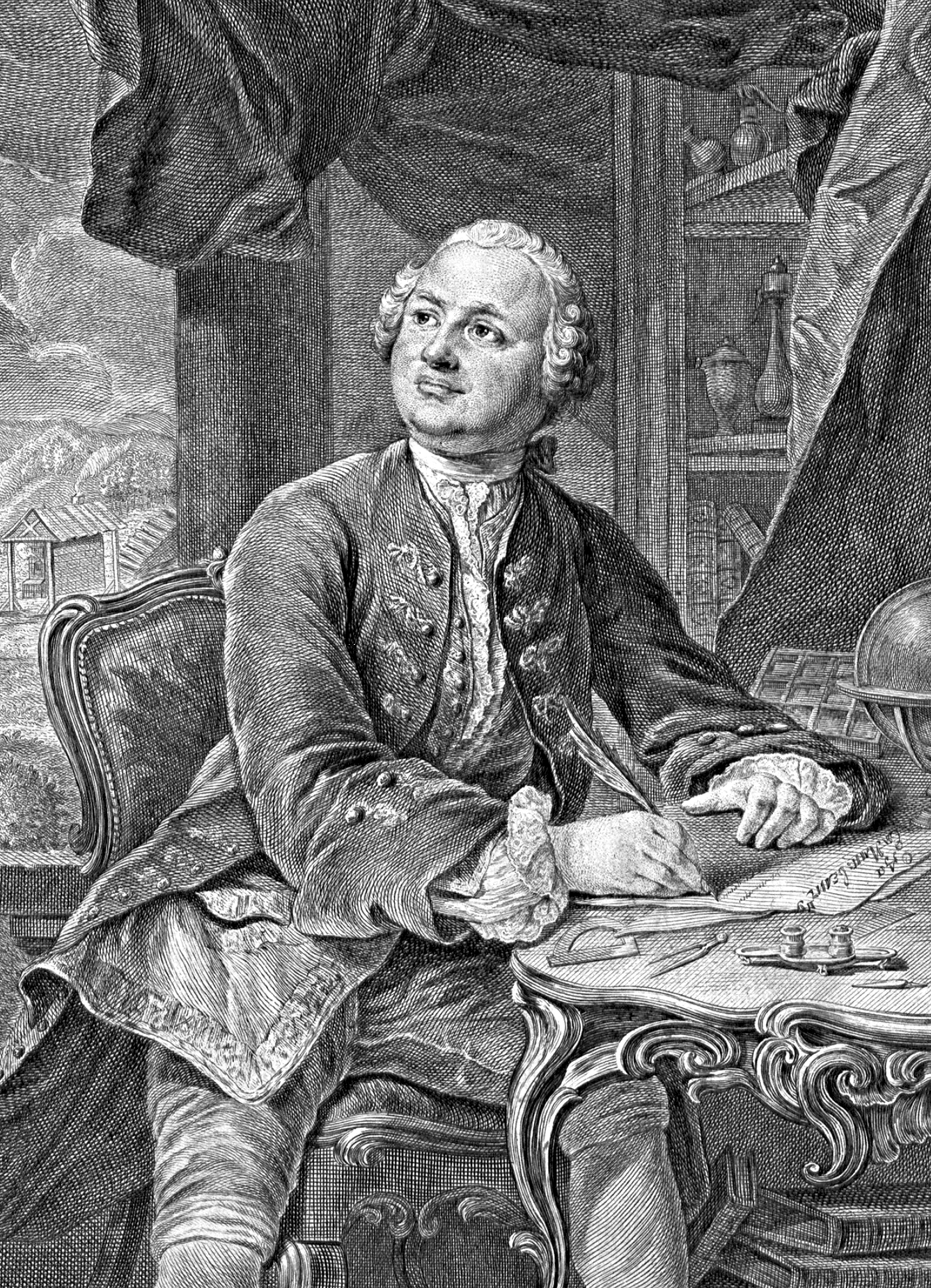
М. В. Ломоносов

Личная библиотека Михаила Васильевича Ломоносова не сохранилась после смерти учёного и долгое время считалась утерянной.
Интерес исследователей вызвала всесторонняя эрудированность М. Ломоносова, который был настоящим «универсальным человеком» — заложил основы русской науки и русского литературного языка, писал труды по астрономии, химии, физике, истории, геологии и т. д. Его личная библиотека отражала как личные научно-художественные интересы, так и могла служить образцом для формирования представлений о библиотеке восточноевропейских учёных середины XVIII столетия. В XX веке поиски книг из библиотеки Ломоносова и попытки воспроизведения её первоначального списка стали темой ряда историко-библиографических исследований и нескольких книг.
Наконец, в 1970-х годах большой корпус книг из личной библиотеки Михаила Ломоносова был найден в Библиотеке Хельсинкского университета, в 1978 году они были переданы Библиотеке АН СССР в Ленинграде.

## Формирование библиотеки
В период обучения в Московской славяно-греко-латинской академии затруднительное материальное положение Михаила Ломоносова не давало ему возможности покупать книги. Будущий учёный читал книги из московских монастырей и библиотек. Известно, что Ломоносов начал формировать свою личную библиотеку во время учёбы в Германии (Марбургский университет; 1736—1739), где ему выделяли деньги для приобретения книг. Сохранился один из списков книг, которые тогдашний студент купил в Марбурге, где упомянутые труды по физике, химии, медицине, философии, риторики и литературы.
В 1740 году Ломоносов планировал вернуться в Россию, однако возле Дюссельдорфа его насильно рекрутировали в прусскую армию, откуда он сбежал и в 1741 году вернулся на родину. В таких условиях не было возможности забрать с собой книги, приобретённые во время обучения в университете; часть из них помогла вывезти из Германии жена Михаила Васильевича.
После назначения адъюнктом (1742) и профессором (1745) Петербургской академии наук и искусств учёный уже имел широкий круг интересов и получил финансовые возможности для значительного пополнения частной библиотеки.
Именно в 1740—1750-х годах сформировался основной фонд библиотеки Михаила Ломоносова. Концом 1750-х-началом 1760-х годов датированы первые крупные библиографические списки, которые составил Ломоносов — 4 списка с общим количеством книг и периодических изданий более 200. Однако, нет достоверных данных, которые свидетельствовали бы, что это были книги из личной библиотеки учёного. Если по некоторым позициям примечания содержат точные описания деталей содержания, что свидетельствует о прочтении этих книг, то другие труды упомянуты лишь вскользь.

## История книг и исследования состава библиотеки
Михаил Ломоносов тяжело болел в последние годы и умер весной 1765 года. После его смерти жена и дочь начали собирать документы для полного описания имущества учёного. В архивах сохранились квитанции на книги и журналы, которые приобрел и получил Ломоносов от разных лиц и учреждений в 1761—1765 годах. Эти списки содержат лишь несколько десятков названий и не могли быть полноценной основой для исследования состава личной библиотеки ученого.
Известно, что значительную часть частной библиотеки М. Ломоносова приобрел граф Григорий Орлов, но неизвестно произошло ли это ещё при жизни учёного, который имел немало долгов, или уже после его смерти. Орлов разместил книги в «доме Штегельмана», который в 1760-70-х годах неоднократно перестраивали. Во время ремонтов часть дворца была жилой, а часть служила строительной площадкой и складом материалов. Именно там и хранилась библиотека, которой граф Орлов совсем не интересовался.
В 1783 году Григорий Орлов умер, а часть его имущества приобрела императрица Екатерина II. Картины и книги из дома Штегельмана перевезли в Мраморный дворец. Эту резиденцию императрица подарила Орлову в 1772 году ещё в состоянии строительства, работы затянулись до 1785 года, и граф не успел заселиться в новый дворец. Большое количество книг (библиотека князя Орлова, военная библиотека, библиотека царевича Александра Павловича) требовала упорядочения и ухода, поэтому управляющий Мраморным дворцом в 1785 году начал поиски библиотекаря со знанием русского, французского и немецкого языков.
В 1795 году дворец подарили великому князю Константину Павловичу по случаю бракосочетания, но жил он там недолго. В 1797—1798 годах в Мраморном дворце жил Станислав-Август Понятовский со своей свитой, а Константин Павлович переехал в Шепелевский дом напротив Зимнего дворца. Исследователи Елена Кулябко и Евгений Бешенковский предполагают, что сын императора мог временно перевезти библиотеку с собой в дом Шепелева. Константин Павлович в 1801 году вернул Мраморный дворец в свою собственность. В следующем году во дворец поступило ценное собрание библиофила Иоганна Корфа, для которого выделили и переоборудовали специальное помещение. Библиотека Орлова располагалась на верхнем этаже, в комнатах придворной канцелярии. По некоторым данным, во дворце планировали сделать библиотеку для чтения, однако проект не был осуществлен, возможно из-за того, что книги библиотеки не были описаны. На то время библиотекой руководил Федор Шредер, после смерти которого в 1824 году обнаружили значительные неточности в каталогах и отсутствие нескольких сотен ценных книг (существует мнение, что библиотекарь мог их продать). Сохранились расписки от различных лиц, иногда совершенно посторонних, которым Шредер давал читать книги.
Следующим руководителем библиотеки назначили Николая Шмита, который приехал в Петербург из Варшавы. Шмит взялся за проверку каталога из 117 тетрадей на 2321 странице, который оставил после себя Шредер. В рамках этой работы библиотекарь в 1825—1826 годах составил систематический каталог библиотеки Орлова. Этот список книг, открытый в 1970-х годах, станет главным материалом для реконструкции библиотеки Михаила Ломоносова.
Князь Константин Павлович умер в 1831 году, а библиотеку унаследовал его внебрачный сын Павел Александров, который тогда был ещё подростком. По поручению Николая I библиотеку осмотрел императорский библиотекарь Карл Седжер, который сообщил, что в библиотеке немало дорогих произведений, но большинство книг старые и невысокого качества, и поэтому рекомендует отдать собрания какому-нибудь университету, Дерптскому или Абовскому (библиотека академии Або сгорела в пожаре 1827 года, была объявлена всероссийская кампанию для восстановления её книжного фонда). Павел Александров прислушался к совету и пожертвовал основную часть библиотеки перенесенному из Або в Гельсингфорс Александровскому университету, а юридическую литературу — Дерптскому университету.
Об истории этой коллекции, её размере и качественной характеристике исследователи узнали только после Великой Отечественной войны. До того в библиотеках или архивах попадались редкие книги и документы из личной библиотеки Ломоносова, но их происхождение было трудно определить. Историк-библиотил Сергей Мухин в 1927 году выступил с докладом «История одной библиотеки», где исследовал историю библиотеки князя Константина Павловича, однако Мухин даже не догадывался, что значительная часть этих книг принадлежала Ломоносову. Историк Николай Сидоров в 1930 году написал статью об истории Усть-Рудицкой фабрики, где выдвинул гипотезу, что поскольку после Орлова судьба документов Ломоносова неизвестна, то архив и библиотека ученого могли перейти во владение потомков Орлова, а позже попасть в Государственный архив Российской империи.
Сейчас ученые считают, что рассеянные по бывшей Российской империи книги из коллекции ученого происходят из двух мест — дома в Петербурге, а также деревни Усть-Рудицы, которую Ломоносову пожаловала Екатерина II для строительства фабрики по изготовлению цветного стекла и смальты. В Усть-Рудице ученый часто надолго задерживался и также имел собственный кабинет и библиотеку, значительно меньшую, чем в столице.
Поиски следов литературного наследия Ломоносова активизировались в 1940-х годах. По инициативе президента АН СССР Сергея Вавилова в Ленинграде в 1947 году был создан Музей М. В. Ломоносова, а к поиску рукописей ученого привлекли источниковеда и исследователя архивов XVIII в. Александра Андреева. В начале 1950-х годов поиски следов рукописей Ломоносова привели историка в библиотеку Гельсингфорского университета. Андреев чётко проследил хронологию рукописей и библиотеки Ломоносова от Григория Орлова к подарку университета в Финляндии. В то же время архивист Дмитрий Шамрай, на основе косвенных фактов и намеков в цитатах, настаивал на том, что архив Ломоносова арестовали, и он, разделенный, хранился у частных лиц в Петербурге.
В 1961 году Герман Коровин издал книгу «Библиотека Ломоносова», которая имела целью воспроизвести библиографию, которой пользовался М. Ломоносов. Автор насчитал 670 названий книг и периодических изданий, на которые ссылается и которые цитирует Ломоносов, и это количество значительно превосходило цифры, обоснованные в библиографических исследованиях предыдущих лет. Коровин впервые использовал ряд архивных документов, которые подтверждали изданные книги по академической книге, а также список источников с пометками Ломоносова, которые свидетельствовали об ознакомлении с этими трудами de visu.
В начале 1970-х годов Елена Кулябко и Евгений Бешенковский определили, что библиотека Ломоносова была частью библиотеки Орлова, которую в 1832 году подарили Гельсингфорскому университету. Поскольку они не имели возможности выехать заграницу, в исследованиях помогала архивистка Юлия Тимохина, живущая в Хельсинки. Историки обнаружили каталог библиотеки Орлова, насчитывавший 1441 позицию, также определили 55 книг, которые принадлежали Ломоносову (до 1970-х таких книг было известно только три). На основе находок и после анализа каталога коллекции Г. Орлова (отсеяли книги изданные после 1765 и те, которые явно не принадлежали Ломоносову) издана книга «Судьба библиотеки и архива Ломоносова» (1975).
Местонахождение основной части книг
- ? — 1795: Дворец Штегельмана
- 1795—1832: Мраморный дворец
- 1832—1978: Библиотека Хельсинкского университета и Национальная библиотека